# ジョニ男のぶらぶら昭和。
『ジョニ男のぶらぶら昭和。』（ジョニおのぶらぶらしょうわ）は、2022年10月6日から2023年9月28日までBS松竹東急にて毎週木曜日 22:30 - 23:00に放送していた紀行番組である。
同番組はイワイガワの岩井ジョニ男が初めて司会・冠タイトルを担当する番組で、全国各地に令和の今も残る「昭和」の文化が漂うスポットを、ジョニ男があてもなくただ訪ね歩く様子をレポートするというものである。原則として一つの土地を2週間の前後編形式でレポートする。中でも、「これぞ昭和」を漂わせるスポット・モノなどがあれば、使い捨てカメラ「写ルンです」で撮影するお約束がある。
語り手（ナレーション）は、声優の大空直美が担当。
2023年9月に放送終了。翌月10月12日から毎週木曜日 22:30 - 23:00に再放送を開始。（2024年4月7日から日曜18:30-19:00に時間移動）2024年1月1日には新春2時間スペシャルを放送。

## 出演者
- 岩井ジョニ男
- 大空直美（ナレーション）
- 平野文（ナレーション、新春スペシャルのみ）

## テーマ曲
- オープニング：三百六十五歩のマーチ - 水前寺清子
- エンディング：上を向いて歩こう - 坂本九

## スタッフ
- 企画：熊井将仁（AX-ON・演出兼務回有り）
- 構成：山崎駿
- 撮影：岸本慎也、齋藤仁貴、久世大輔　他
- 音声：保坂慎一郎、堀口晴弥、伊東駿　他
- 編集：安田裕禎、北浦美夫、日下美穂、真木涼平、新井紗也香、成田あかり、山本夏希　他
- 整音：川原崎智史、浅井祐人、加々見信吾　他
- 音効：須佐崇志
- 作画：芳賀裕美子
- 技術協力 (新春スペシャル時のみクレジット表記)：SWISH JAPAN 、AZABU PLAZA、BRICK、東京オフラインセンター
- 演出補：岡本大地、江田歩夢（共にオフィスクライン）
- 演出：田村育、柳将和（不定期担当）、森山史崇（3人共オフィスクライン）
- プロデューサー：村崎冬季（BS松竹東急）、加茂忠雄（オフィスクライン）、木下真奈未（オフィスクライン）
- 制作協力：AX-ON、officeKLEIN
- 製作著作：BS松竹東急

## 放送リスト

### レギュラー放送
| 話数 | サブタイトル           | 来訪した場所 | 初回放送日     | 備考   |
| ---- | ---------------------- | --- | -------------- | ------ |
| 1    | 渋谷 其ノ壱            | 渋谷ヒカリエ スカイロビー、尾崎豊歌碑（渋谷クロスタワー）、並木橋、並木橋駅跡、小池酒店、鳥竹総本店 | 2022年 10月6日 | [ 2 ]  |
| 2    | 渋谷 其ノ弐            | 東邦ビル脇のカウンター椅子、伊良コーラ自販機、RUDE GALLERY、ピンクドラゴン本店、のん気のママと地酒の店 ちょっとよってって（のんべい横丁）                                                                                  | 10月13日       |        |
| 3    | 原宿 其ノ壱            | 南国酒家 原宿店本館（コープオリンピア）、手ぬぐい専門店かまわぬ 原宿店、原宿シカゴ 表参道店跡、イタリアン ロカンダ・エッフェク、小池精米店                                                                                 | 10月20日       |        |
| 4    | 原宿 其ノ弐            | 原宿シカゴ 神宮前店、barbershop エイト、原宿クリスティー | 10月27日       |        |
| 5    | 上野 其ノ壱            | パンダ橋、上野公園（正岡子規記念球場、西郷隆盛像、不忍池、上野東照宮、東照宮第一売店、新鶯亭） | 11月3日        |        |
| 6    | アメ横 其ノ壱          | 石山商店、丸茂商店、三幸商店、丸安商店、中田商店、有限会社リズム、肉の大山 上野店 | 11月10日       | [ 10 ] |
| 7    | 神田 其ノ壱            | 都営バス須田町バス停の1人掛け丸椅子、昭和レトロな看板のビデオ試写室跡、岡商裏地ボタン店、和洋菓子 松屋、神田まつや | 11月17日       |        |
| 8    | 秋葉原 其の壱          | 東京ラジオデパート（エスエス無線、セレクト・イン 22 / 平澤電気）、淡路亭ビリヤード、うなぎ久保田 | 11月24日       |        |
| 9    | 浅草 其ノ壱            | 音のヨーロー堂、仲見世通り（浅草中屋、亀屋、江戸趣味小玩具 助六）、浅草寺（宝蔵門、本堂） | 12月1日        |        |
| 10   | 浅草 其ノ弐            | 喫茶ブラザー、浅草凌雲閣跡（オーケー浅草店）、とんかつ 夏の家、瓢箪池跡（ウインズ浅草）、浅草ロック座 | 12月8日        |        |
| 11   | 浅草 其ノ参            | 浅草フランス座演芸場東洋館、六区通りの街灯（渥美清、森川信、榎本健一、古川緑波、三波伸介、伴淳三郎、牧伸二、長門勇、内海桂子・好江、哀川翔、大宮敏充）、くじらの店 捕鯨舩、中国料理 長崎飯店（渋谷）                       | 12月15日       | [ 12 ] |
| 12   | 浅草 其ノ肆            | 浅草公会堂 スターの広場、浅草公会堂脇の路地、宮田レコード本店、浅草中央通り（ちん横通り）、うなぎ 小柳の手押しポンプ井戸、餃子の王さま、つくだ煮元祖海老屋本店                                                             | 12月22日       |        |
| 13   | 浅草 其ノ伍            | 浅草地下街（占い館マーヤ、地下街に点在する昭和遺構）、浅草新仲見世商店街（YAMATO、食の祭典とうようの食品サンプル、ミドリ屋、マルベル堂）、江戸料理 櫻田                                                                    | 2023年 1月5日  |        |
| 14   | 築地 其ノ壱            | 築地場外市場（玉子焼 松露、まぐろのみやこ、丸二商店、斎藤水産） | 1月12日        |        |
| 15   | 築地 其ノ弐            | 築地本願寺（本堂、第一伝道会館内のティーラウンジ）、築地場外市場（深谷水産、築地の鯨の外れかけたシャッター、ベジタブル石橋前に駐輪している昭和っぽい自転車、江戸屋海産、滝沢陶器、喫茶マコ）                               | 1月19日        |        |
| 16   | 月島 其ノ壱            | 西仲通り商店街（古埜木堂、かね重、信成堂薬品脇の細い路地、月島警察署 西仲通地域安全センター、大森園）肉のたかさご、能登本店                                                                                                | 1月25日        |        |
| 17   | 日本橋 其ノ壱          | コレド日本橋、髙島屋 日本橋S.C.、ぶよお堂、たいめいけん、八木長本店 | 2月2日         |        |
| 18   | 日本橋 其ノ弐          | 三井本館、日本橋三越本店、山本海苔店、後藤テーラー、レストラン桂 | 2月9日         |        |
| 19   | 池袋 其ノ壱            | 西一番街中央通り（池袋演芸場、カフェド巴里の観音開き自動ドア、萬屋松風、三杉ビルのデッキブラシと昭和の風景、ロサ会館）、ロマンス通り（やきとん千登利）                                                                     | 2月16日        |        |
| 20   | 池袋 其ノ弐            | パーク街（三菱UFJ銀行池袋支店裏の駐輪場）、株式会社平喜屋の社屋、東池袋大勝軒 南池袋店、東池袋大勝軒 本店跡地（アウルタワー）、紙のたかむら / 高村紙業株式会社、歩道橋にある手が届きそうな位置にある昭和風情の街灯、うな達 | 2月23日        | [ 31 ] |
| 21   | 高田馬場 其ノ壱        | 高田馬場駅ガード下「アトムの壁画」、さかえ通り（青果 加藤商店、吾妻ビル）、山手卓球、学校法人イーエスピー学園専門学校ESPエンタテインメント東京、レコーズ・ハリー、早稲田予備校、喫茶ロマン                                 | 3月2日         |        |
| 22   | 高田馬場 其ノ弐        | 名店ビルのタイルアート、戸塚第二小学校の壁画、歌声喫茶ともしび、Jmfビル高田馬場01のエントランス床に張り付いた落ち葉、早稲田松竹、三賞堂印店、一番飯店                                                                      | 3月9日         |        |
| 23   | 中野 其ノ壱            | 中野駅北口東西連絡路から望む中野サンプラザ、中野サンモール商店街（マリコ眼鏡店、辻屋、梅屋） | 3月16日        |        |
| 24   | 中野 其ノ弐            | 中野ブロードウェイ（デイリーチコ、まんだらけ本店、まんだらけ変や、まんだらけ活動写真館、まんだらけ大車輪、アンティーク中野、ジャックロード、喫茶 絵夢）                                                                    | 3月23日        |        |
| 25   | 新中野 其ノ壱          | 鍋屋横丁（カメラのなるせ、勝武堂、鳳月堂）、昭和浴場 | 3月30日        |        |
| 26   | 東中野 其ノ壱          | かきもち処はやしや、丸忠商店、イトウ薬局、MUSIC LIVE DRUM、東中野ムーンロード（大政小政、マ・ヤン、Big River、みはる、旅）                                                                                                 | 4月6日         |        |
| 27   | 清澄白河 其ノ壱        | 採茶庵跡と松尾芭蕉像、清澄庭園前、旧東京市営清澄庭園店舗向住宅（小島薬局のサトちゃんムーバー、峰月堂）、深川資料館通り（高木小鳥店、江戸みやげ屋たかはし、田巻屋、あづま屋文具店）                                         | 4月13日        |        |
| 28   | 門前仲町 其ノ壱        | 深川仲町通り商店街（三菱UFJ銀行深川支店前から深川不動堂赤門まで散策）、真珠堂、ふじや神仏具店、近為 深川店、鈴木青果店 | 4月20日        |        |
| 29   | 門前仲町 其ノ弐        | 鈴木青果店、甘味処 由はらの女将、富岡八幡宮（神輿庫、本殿、授与所のおみくじ、横綱力士碑）、大崎ビル、三勝菜館 | 4月27日        |        |
| 30   | 両国 其ノ壱            | 両国橋児童遊園、岡田商事、もゝんじや、三代目朝潮太郎像、両国國技堂、回向院（旧両国国技館跡、力塚、鼠小僧次郎吉の墓）、両国シティコアの土俵モニュメント、横綱横丁（カフェテリアお食事ニューストン）                         | 5月4日         |        |
| 31   | 両国 其ノ弐            | 両国国技場、両国駅前、相撲写真資料館（工藤写真館）、尾崎製鏡、芥川龍之介文学碑、駆逐艦不知火の錨、中華料理 幸楽、靴のイマムラ、ライオン堂、麦酒倶楽部ポパイ                                                                | 5月11日        |        |
| 32   | 高円寺 其ノ壱          | 氷川神社（気象神社）、高円寺パル商店街（スラット 本店）、ルック商店街（ルック会館、珈琲亭七つ森） | 5月18日        |        |
| 33   | 高円寺 其ノ弐          | セントラルロード、大一市場（てっぱんのみや 七、一刻屋）、セントラルロード（はやとちり、あたふた）、Live Music JIROKICHI、居酒屋 竜ちゃん                                                                                   | 5月25日        |        |
| 34   | 阿佐谷 其ノ壱          | 阿佐谷パールセンター前、ラピュタ阿佐ヶ谷、ネオ書房、喫茶gion、阿佐谷パールセンター（蒲重かまぼこ店） | 6月1日         |        |
| 35   | 方南町 其ノ壱          | 大宮八幡宮（拝殿、授与所、共生の木）、方南銀座商店街（くるみや、佐武精肉店、八百健）、サンベイク310 | 6月8日         |        |
| 36   | 荒川車庫前 王子駅前    | 荒川車庫前停留場、王子駅前停留場、サンスクエア、国立印刷局王子工場、居酒屋 宝泉と特徴ある招き猫、武蔵野楽器 | 6月15日        | [ 72 ] |
| 37   | 王子駅前 大塚駅前      | 江戸玉川屋、大塚架道橋、世界飯店、滝不動、昭和の雰囲気ある手書き町内地図看板、おにぎり ぼんご、スナックこけしとパブ彩、大塚79号架道橋の壁画、千草（大塚三業通り）                                                          | 6月22日        | [ 72 ] |
| 38   | 大塚駅前 三ノ輪橋      | 大塚バッティングセンター、富久晴の破れ提灯、宝屋呉服店、うなぎ宮川、東京なまめん なかざわ製麺、ワインバー BUS、栃木屋魚店、木札屋岡戸                                                                                      | 6月29日        | [ 72 ] |
| 39   | 三ノ輪橋               | 安井屋、梅沢写真会館（旧三ノ輪王電ビルヂング）、東京スタジアム跡（荒川総合スポーツセンター）、蕎麦処おおもり、天羽飲料製造                                                                                                 | 7月6日         | [ 72 ] |
| 40   | 町屋駅前               | カラオケスタジオ町屋、ふじや、豊田屋、ライオン堂靴店、バッグ工房ヴィドゥルス、小林一心堂、雪月花 乃ん㐂庵、浜作もんじゃ会館                                                                                                | 7月13日        | [ 72 ] |
| 41   | 蒲田 其ノ壱            | 松竹橋（アロマスクエアの屋外広場内）、大田区民ホール アプリコ、チェリー、蒲田温泉 | 7月20日        |        |
| 42   | 蒲田 其ノ弐            | 東急プラザ蒲田 幸せの観覧車、蒲田西口商店街（フジシューズ、トラヤ、酒の旭屋［裏旭屋］）、バーボンロード、やきとん豚番長 蒲田西口店、直立猿人                                                                               | 7月27日        |        |
| 43   | 大森                   | 大森飲食街ビル、とよしまベーカリー、珈琲亭ルアン、駄菓子屋プッチ、大井海岸町会会館、洋食入舟 | 8月3日         |        |
| 44   | 大井町                 | 大井蔵王権現神社、岩本米菓、大井銀座商店街（文福堂印房）、平和小路、東小路飲食店街（肉のまえかわ） | 8月10日        |        |
| 45   | 池尻大橋               | 山正商店、目黒富士、上目黒氷川神社、目黒天空庭園、池尻大橋駅前商店街（八幡煎餅、三好弥） | 8月17日        |        |
| 46   | 下北沢                 | 下北沢南口商店街（昭和歯科の看板、居酒屋 玉金 下北沢店、フラッシュディスクランチ）しもきた空間リバティ跡、ザ・スズナリ、サンガイノリバティ                                                                                 | 8月21日        |        |
| 47   | 三軒茶屋 其ノ壱,下北沢 | 田中屋陶苑、すずらん通（大衆割烹 味とめ、味とめビルの昭和感漂うスナックの店名看板、いそげん、もつ焼きばん 三軒茶屋店）、ゴリラビル、くら嶋、アーモンド洋菓子店、スナック ニューサニー                                      | 8月31日        |        |
| 48   | 三軒茶屋 其ノ弐        | エコー仲見世商店街（花菱、もつ焼きエビス参 エコー仲見世店、長栄堂印房、オカジマ）、キャロットタワー、三軒茶屋シネマ、三軒茶屋バッティングセンター、氷 石ばし、焼豚とし                                                     | 9月7日         |        |
| 49   | 麻布十番               | 永坂更科布屋太兵衛、登龍 麻布店、浪花屋総本店、麻布十番とらや帽子店、松尾寫眞舘、スガナミ楽器 経堂店 | 9月14日        |        |
| 50   | 芝大門                 | | 9月21日        |        |
| 51   | 新橋                   | ニュー新橋ビル（むさしや、昭和ブックカフェ、エストゥディオのりこ）、銀座博品館（博品館 TOY PARK、博品館 RACING PARK）、有薫酒蔵                                                                                            | 9月28日        | 最終回 |

### 特別番組
| 話数 | サブタイトル                                                           | 来訪した場所 | 初回放送日    | 備考                                        |
| ---- | ---------------------------------------------------------------------- | --- | ------------- | ------------------------------------------- |
| 1    | 新春スペシャル〜柴又巡りに浅丘ルリ子が登場＆佐藤浩市と箱根で昭和探し〜 | 新春特別〜柴又 酒場 春の柴又ブラジャー、柴叉たま屋、柴又丸仁、葛飾柴又寅さん記念館、髙木屋老舗、柴又ハイカラ横丁、川千家、矢切の渡し、柴又帝釈天、酒場 春新春特別〜箱根 あじさい橋、箱根湯本駅前商店街（田中屋土産店、昆布の長寿館、村上二郎商店）、湯元見番、喫茶ユトリロ、箱根登山鉄道（箱根湯本駅 - 大平台駅）、箱根ドールハウス美術館、芦ノ湖、権現からめもち、箱根神社、九頭龍神社、湯葉丼直吉 | 2024年 1月1日 | ゲスト：浅丘ルリ子、佐藤浩市 語り手：平野文 |

## 他の番組のセルフパロディー
- 2023年2月25日に生放送された『土曜ドラマ・かりあげクン』（第8回第3話「課長、パパになる」）にて、ジョニ男演じる課長・木村隆二が「木村隆二のぶらぶら令和」なるYouTubeで自撮りするというくだりがあった。